# Carlos Barahona
Carlos Alberto Barahona Angulo (Bugalagrande, Valle del Cauca; 20 de enero de 1980) es un exfutbolista colombiano. Jugaba como guardameta y su último equipo fue Nacional Potosí de Bolivia.
Es hermano del exfutbolista Julián Barahona.

## Trayectoria
Su primer club fue el Cortuluá, después pasó por el Deportivo Pasto en el 2005 hasta el 2007 donde ganó un título en Colombia en el 2006 y disputó la Copa Libertadores de 2007. Después es transferido al Atlético Nacional en el 2007. En Nacional jugó hasta 2009 cuando su contrato expiró. En enero de 2010, regresa a su primer club profesional, el Cortuluá, para jugar en la primera división del fútbol colombiano. Tras el descenso ese mismo año continua en el primer semestre de 2011 en aquel club, hasta que para el segundo semestre pasa al Envigado Fútbol Club de la primera división del fútbol colombiano, 2012 Cúcuta deportivo, en junio jugó en San José de Oruro Bolivia hasta junio del 2013, en agosto llega al Unión Magdalena de Colombia hasta diciembre, en 2014 retorna a Bolívar donde jugó en nacional Potosí hasta junio del 2015.

## Clubes
| Club                | País                | Año                 | Partidos |
| ------------------- | ------------------- | ------------------- | -------- |
| Cortuluá            | Colombia            | 1998-2005           | 48       |
| Deportivo Pasto     | Colombia            | 2006-2007           | 55       |
| Atlético Nacional   | Colombia            | 2007-2009           | 15       |
| Cortuluá            | Colombia            | 2010-2011           | 24       |
| Envigado F. C.      | Colombia            | 2011                | 19       |
| Cúcuta Deportivo    | Colombia            | 2012                | 13       |
| San José            | Bolivia             | 2012-2013           | 34       |
| Nacional Potosí     | Bolivia             | 2014-2015           | 31       |
| Total en su Carrera | Total en su Carrera | Total en su Carrera | 239      |

## Palmarés

### Campeonatos nacionales
| Título              | Club              | País     | Año  |
| ------------------- | ----------------- | -------- | ---- |
| Torneo Apertura     | Deportivo Pasto   | Colombia | 2006 |
| Torneo Finalización | Atlético Nacional | Colombia | 2007 |